# Inna Frolova
Pour les articles homonymes, voir Frolova.
Inna Vasilievna Frolova (ukrainien : Інна Василівна Фролова), née le 3 juin 1965 à Dnipropetrovsk (RSS d'Ukraine), est une ancienne rameuse soviétique puis ukrainienne. Elle est double médaillée d'argent aux Jeux de 1988 et de 1996.

## Carrière
Représentant l'Union soviétique aux Jeux olympiques d'été de 1988, Inna Frolova remporte la médaille d'argent en quatre de couple. Huit ans plus tard, représentant l'Ukraine à ceux de 1996, elle remporte une seconde médaille d'argent sur la même discipline.

## Palmarès

### Jeux olympiques
- Jeux olympiques d'été de 1996 à Atlanta ( États-Unis) :
  -  médaille d'argent en quatre de couple
- Jeux olympiques d'été de 1988 à Séoul ( Corée du Sud) :
  -  médaille d'argent en quatre de couple

### Championnats du monde
- Championnats du monde d'aviron 1997 à Aiguebelette-le-Lac ( France) : 
  -  médaille de bronze en quatre de couple
- Championnats du monde d'aviron 1990 au lac Barrington ( Australie) : 
  -  médaille d'argent en deux de couple